# Ooooooohhh… On the TLC Tip
Az Ooooooohhh.... On the TLC Tip a TLC amerikai együttes első albuma. Az együttes 1991. augusztus 16-án írta alá szerződését a LaFace Records kiadóval, és 1992. február 25-én jelent meg az első albumuk, több híres producer közreműködésével. Az album az amerikai Billboard 200 albumslágerlista tizennegyedik helyéig jutott, a Billboard Top R&B/Hip-Hop Albums slágerlistán pedig a harmadikig, és az USA-ban négyszeres platinalemez lett 4,3 millió eladott példánnyal. Világszerte több mint hatmillió példányban kelt el. Az albumról négy sikeres kislemez jelent meg.

## Dallista
| #   | Cím                           | Szerzők                                                                | Hossz |
| --- | ----------------------------- | ---------------------------------------------------------------------- | ----- |
| 1.  | Intro                         |                                                                        | 0:30  |
| 2.  | Ain’t 2 Proud 2 Beg           | Dallas Austin, Lisa „Left Eye” Lopes                                   | 5:32  |
| 3.  | Shock Dat Monkey              | L.A. Reid, Babyface, Daryl Simmons, Lisa „Left Eye” Lopes              | 5:08  |
| 4.  | Intermission I                |                                                                        | 0:19  |
| 5.  | Hat 2 da Back                 | Dallas Austin, Lisa „Left Eye” Lopes, Kevin Wales                      | 4:16  |
| 6.  | Das da Way We Like Em         | TLC, Marley Marl                                                       | 5:01  |
| 7.  | What About Your Friends       | Dallas Austin, Lisa „Left Eye” Lopes                                   | 4:53  |
| 8.  | His Story                     | Dallas Austin                                                          | 4:22  |
| 9.  | Intermission II               |                                                                        | 0:59  |
| 10. | Bad by Myself                 | Jermaine Dupri, Dionne Farris, Terrance Shelton, Lisa „Left Eye” Lopes | 3:55  |
| 11. | Somethin’ You Wanna Know      | Daryl Simmons, Babyface, L.A. Reid, Lisa „Left Eye” Lopes, Kayo        | 5:43  |
| 12. | Baby-Baby-Baby                | L.A. Reid, Babyface, Daryl Simmons                                     | 5:15  |
| 13. | This Is How It Should Be Done | Lisa „Left Eye” Lopes, Marley Marl                                     | 5:15  |
| 14. | Depend on Myself              | Dallas Austin, Lisa „Left Eye” Lopes                                   | 4:11  |
| 15. | Conclusion                    |                                                                        | 0:48  |

## Kislemezek
- Ain't 2 Proud 2 Beg (1991. november 22.)
- Baby-Baby-Baby (1992. május 29.)
- What About Your Friends (1992. augusztus 28.)
- Hat 2 da Back (1993. január 29.)

## Helyezések
| Slágerlista (1992)                   | Adat forrása | Helyezés | Minősítés       | Elkelt példányszám |
| ------------------------------------ | ------------ | -------- | --------------- | ------------------ |
| USA Billboard 200                    | Billboard    | 14       | 4× platinalemez | 4 000 000+         |
| USA Billboard Top R&B/Hip-Hop Albums | Billboard    | 3        | 4× platinalemez | 4 000 000+         |
| Új-zélandi albumslágerlista          | RIANZ        | 50       |                 |                    |